# Lola Arslanbekova
Lola Arslanbekova est une joueuse ouzbèke de volley-ball née le 10 août 1990 à Tachkent. Elle mesure 1,82 m et joue au poste de réceptionneuse-attaquante. 

## Clubs
| Club                     | De        | À         |
| ------------------------ | --------- | --------- |
| University of Louisville | 2008-2009 | 2010-2011 |
| Leonas de Ponce          | 2013-2013 | 2013-2013 |
| Khara Morin              | 2013-2014 | 2013-2014 |
| CSM Târgoviște           | 2014-2015 | 2014-2015 |
| Lancheras de Cataño      | fév 2016  | …         |

## Palmarès
- Championnat de Roumanie
  - Finaliste : 2015.